# Мейтенс, Йоханнес
Йоханнес Мейтенс, также Иоаннес, или Ян Мейтенс (нидерл. Johannes Mytens, Jan Mijtens, Mytens; около 1614, Гаага — 24 декабря 1670, Гаага) — голландский живописец-портретист Золотого века голландскoй живописи. Работал в Гааге, писал портреты под влиянием творчества А. Ван Дейка. Член большой художественной семьи. Его сын и ученик — Даниэль Мейтенс Младший.

## Биография
Йоханнес Мейтенс был сыном седельного мастера Давида Мейтенса и Джудит Хеннингс. Его учителями были его дяди, художники Даниэль Мейтенс (Первый, или Старший) и Исаак Мейтенс. По сведениям историографа Арнольда Хоубракена, автора «Великого театра нидерландских художников и художниц» (De Groote Schouburgh der Nederlantsche Konstschilders en Schilderessen, 1718—1721), Йоханнес, или Ян, Мейтенс обучался у Антониса ван Опсталя, а позднее у Николаса ван дер Хорста, а его сын Корнелис стал гравёром.
Это утверждение часто повторялось историками искусства, однако Хоубракен перепутал свои заметки об этом художнике с заметками о гравёре Яне Мейсенсе. У Иоаннеса (Яна) Мейтенса не было сына Корнелиса (и Мейсенсы жили в Антверпене, а не в Гааге).
Йоханнес Мейтенс около 1638 года начал работать в Гааге, в 1642 году стал членом гаагской Гильдии Святого Луки, но в 1656 году был одним из сорока восьми художников, подписавших учредительную хартию «Братства живописцев» (Confrerie Pictura), местного клуба живописцев, не удовлетворённых уставом Гильдии Святого Луки. Позднее он занимал должность декана Братства.
Йоханнес Мейтенс выполнял заказы голландской королевской семьи и специализировался на портретах, бытовых картинах и исторических аллегориях. Особенно был искусен в изображении одежды богатых и знатных голландцев. С 1659 года он также был капитаном городской гражданской гвардии. 19 февраля 1642 года Мейтенс женился на своей кузине Анне Мейтенс, дочери своего дяди Даниэля Мейтенса Старшего. В семье было десять детей, среди которых был Даниэль Мейтенс Младший, впоследствии тоже художник.
Согласно данным «RKD» (Нидерландского института истории искусств), его учениками были Николас Лиссант, Герард де Нейст, Адриан Сталперт ван дер Виле, Поуэлс ван де Велде, Андрис Тейс де Вит и Урбанус Талиберт ван Иперен. Йоханнес Мейтенс скончался в Гааге, похоронен 24 декабря 1670 года.

## Галерея
- Семейный портрет Виллема ван Керкховена, советника-ординария суда Голландии, его жены Рейнсбурх де Йонге и их пятнадцати детей. Между 1652 и 1655. Холст, масло. Художественный музей, Гаага
- Маттейс Помпе из Слингеландта с семьей. 1655. Холст, масло. Национальный музей изобразительных искусств, Стокгольм
- Генриетта Английская, герцогиня Орлеанская. 1665. Холст, масло. Королевская коллекция, Великобритания
- Aлександр Брюс. Между 1660 и 1670. Холст, масло. Частное собрание
- Портрет Якоба де Витте, лорда Хамстеде. 1660. Холст, масло. Рейксмюсеум, Амстердам
- Говерт ван Слингеландт, лорд Дуббельдама с женой Кристиной ван Беверен и двумя сыновьями. 1657. Холст, масло. Рейксмюсеум, Амстердам
- Двойной портрет молодой пары в образах Граниды и Дайфило на фоне итальянского пейзажа. Между 1640 и 1670. Холст, масло. Рейксмюсеум, Амстердам